# NEC PC-9801

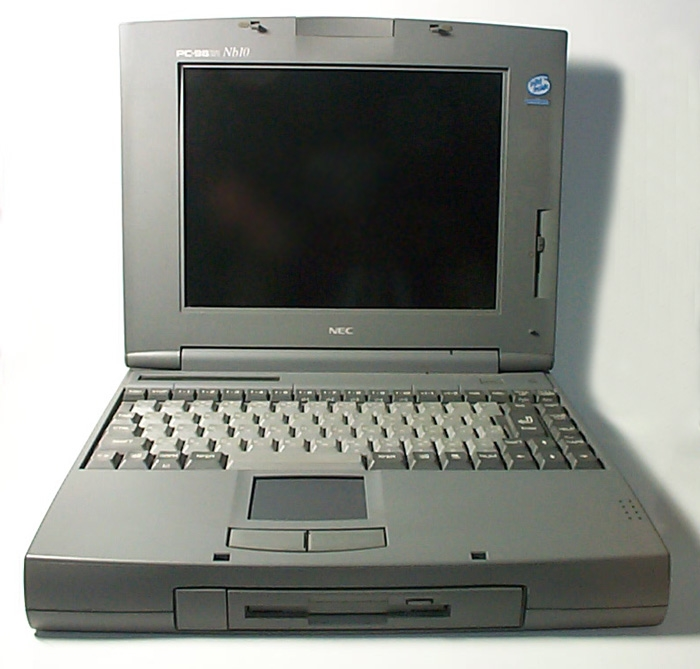
Una laptop NEC PC-9821 NB10

El NEC PC-9801 (PC-98) fue una serie de microcomputadoras japonesas de 16 y 32 bits fabricada por NEC entre 1982 y 2000. Dominó el mercado japonés de ordenadores personales gracias a su arquitectura propietaria, que incluía sistemas avanzados de gráficos y sonido que superaban a los PCs compatibles con IBM. Estas características hicieron que el PC-98 fuera una opción popular tanto en el ámbito empresarial como en el desarrollo de videojuegos en Japón. Para 1999, se habían vendido más de 18 millones de unidades, consolidando a NEC como líder del mercado de computadoras personales en ese país.

## Historia
Apareció en 1982 con un precio inicial de ¥ 298 000 (unos 1200 dólares en 1982). fue concebido como una computadora empresarial de alta gama, utilizando un procesador de 16 bits µPD8086 (la versión de NEC del Intel 8086) y dos chips gráficos µPD7220, ambos diseñados por NEC para soportar el conjunto de caracteres kanji con una alta resolución que permitía su legibilidad. La arquitectura del sistema permitía que un chip gráfico manejara el texto y el otro gestionara los gráficos, lo que lo hacía altamente eficiente para aplicaciones empresariales que requerían tanto detalles visuales como en texto.
Además, el PC-9801 compartía muchas similitudes con su predecesor, el PC-8801, incluyendo compatibilidad con varios periféricos como monitores, lo que lo hizo una opción versátil en el mercado. También contaba con el N88-BASIC (86) incorporado en ROM, una versión derivada del N88-BASIC del PC-8801, lo que permitía ejecutar programas con ligeras modificaciones entre ambos sistemas, facilitando su uso tanto en entornos empresariales como entre aficionados a la programación.
A diferencia de los PCs de IBM, la serie PC-98 presentaba una arquitectura propietaria con un avanzado sistema gráfico, capaz de mostrar imágenes en una resolución de 640x400 con 8 colores simultáneos, lo que superaba a la tarjeta CGA de IBM en su época. Esta capacidad gráfica hizo que la serie PC-9801 fuera especialmente atractiva para el mercado empresarial japonés y para el desarrollo de videojuegos, donde se requerían gráficos más detallados.
NEC mantuvo su dominio en Japón durante casi dos décadas, adaptando continuamente la serie PC-98 a las necesidades del mercado local y mejorando tecnológicamente la plataforma, con el paso de procesadores de 16 bits a 32 bits y la incorporación de mejores capacidades multimedia. Esto consolidó al PC-9801 como un estándar en el mercado japonés de la computación personal y empresarial, destacándose por su hardware robusto y la flexibilidad de su software. Después de eso, el declive de la PC98 comenzó. El último PC-9801 es el 9821Ra43 basado en Celeron (con una velocidad de reloj de 433 MHz), que apareció en el 2000.
La NEC PC-98 fue exclusiva de Japón y no se comercializó a occidente. Sin embargo se vendió el modelo NEC APC III, el cual tenía un hardware muy similar al de los primeros modelos.

## Hardware
El PC98 es diferente de la IBM PC de muchas maneras, por ejemplo, utiliza su propio C-Bus de 16 bits en lugar del bus ISA. La BIOS, el direccionamiento de puertos de entrada/salida, la gestión de memoria y salida de gráficos también son diferentes. Sin embargo, las versiones localizadas de MS-DOS o Windows siguen funcionando en la PC-9801.

### Clones
Seiko Epson fabricaba clones de PC-9801, así como periféricos compatibles.

### Modelos
Nota: no necesariamente tiene que ser completa.
| Modelo         | CPU                | Año  | Presentación                                                     | Comentarios                                                                             |
| -------------- | ------------------ | ---- | ---------------------------------------------------------------- | --------------------------------------------------------------------------------------- |
| PC-9801        | 8086 5 MHz         | 1982 | RAM 128 KB, 6 slot C-bus                                         | 640x400 8 colores, 2 disqueteras externas 8" (opcional) 298.000 ¥                       |
| PC-9801E       | 8086-2 5/8 MHz     | 1983 |                                                                  | 2 disqueteras externas 8" (opcional)                                                    |
| PC-9801F       | 8086-2 5/8 MHz     | 1983 | F1 y F2 con 128KB de RAM, F3 256 KB de RAM y disco duro de 10 Mb | Disquetera interna, 5" 2DD (640KB/720KB)                                                |
| PC-9801M       | 8086-2 5/8 MHz     | 1984 |                                                                  | M1: 2 disqueteras internas, 5" 2HD (1MB/1,2MB); M2: 1 disquetera interna y HDD de 20Mb  |
| PC-9801VF      | NEC V30 8 MHz      | 1985 | RAM 256 KB                                                       | 2 disqueteras 5" 2DD 640x400 8 colores (16 colores opcional) de hasta 4096 disponibles  |
| PC-9801VM      | NEC V30 10 MHz     | 1985 | RAM 384 KB                                                       | 2 disqueteras 2HD/2DD 640x400 8 colores (16 colores opcional) de hasta 4096 disponibles |
| PC-9801VX      | Intel 80286 10 MHz | 1986 | RAM 1 MByte                                                      | 640x400 16 colores de hasta 4096                                                        |
| PC-9801U       | NEC V30 8 MHz      | 1985 |                                                                  | 2 disqueteras 3,5" 2DD                                                                  |
| PC-9801UV      | NEC V30 10/8 MHz   | 1984 |                                                                  | 2 disqueteras 3,5" 2HD/2DD                                                              |
| PC-9801UX      | 80286 10 MHz       | 1987 |                                                                  | 2 disqueteras 3,5" 2HD/2DD                                                              |
| PC-9801RA      | 80386DX 16-20 MHz  | 1988 |                                                                  | 2 disqueteras 5" 2HD/2DD                                                                |
| PC-9801RS      | 80386SX 16-20 MHz  | 1989 |                                                                  | 2 disqueteras 5" 2HD/2DD                                                                |
| PC-9801RX      | 80286 16-20 MHz    | 1989 |                                                                  | 2 disqueteras 5" 2HD/2DD                                                                |
| PC-9801ES      | 80386SX 16-20 MHz  | 1989 | ES2: sin HDD, ES5: HDD 40MB                                      | 2 disqueteras 3,5" 2HD/2DD                                                              |
| PC-9801EX      | 80286 16-20 MHz    | 1989 |                                                                  | 2 disqueteras 3,5" 2HD/2DD                                                              |
| PC-9801DA,DA/U | 80386DX/20 MHz     | 1990 |                                                                  | Modelos /U contiene disquetera 3,5"y El resto contiene disquetera 5"                    |
| PC-9801DS,DS/U | 80386SX/16 MHz     | 1990 |                                                                  | Modelos /U contiene disquetera 3,5"y El resto contiene disquetera 5"                    |
| PC-9801DX,DX/U | 80286              | 1991 |                                                                  | Modelos /U contiene disquetera 3,5"y El resto contiene disquetera 5"                    |
| PC-9801FA,FA/U | 80486SX/16 MHz     | 1992 |                                                                  | F menciona "File slot" o ranura de expansión de memorias                                |
| PC-9801FS,FS/U | 80386DX/16 MHz     | 1992 |                                                                  |                                                                                         |
| PC-9801FX,FX/U | 80386SX/16 MHz     | 1992 |                                                                  |                                                                                         |
| PC-9821        | Intel 80386SX      | 1992 | RAM 4 MByte, lector de CD-ROM                                    | disco duro 40 MByte, 640X480 256 colores y puertos SCSI                                 |
| PC-9821Ra43    | Celeron 443 MHz    | 2000 |                                                                  |                                                                                         |

Dado que está basado en el procesador x86, la NEC PC-98 es compatible con diversos sistemas operativos.

## Software

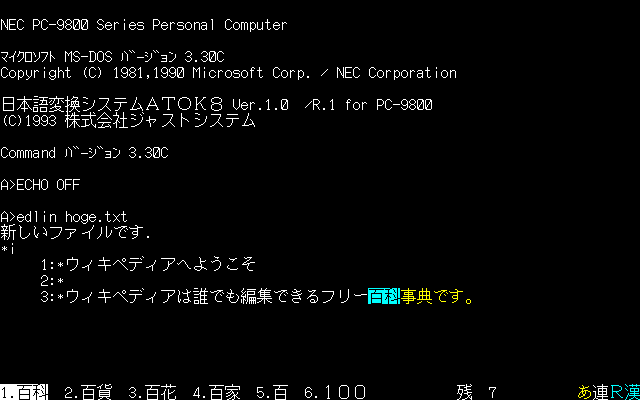
Captura de pantalla de EDLIN escribiendo en japonés con el método de entrada ATOK 8, ejecutándose en MS-DOS 3.3C para la serie PC-9800.

El Software para del PC98 generalmente era ejecutado desde los disquettes. La máquina utilizando dos unidades de disco, llamado A - B (ó 1 - 2, según el modelo). Cada software requería un disco insertado en A para iniciar el programa e insertar otro en B para iniciar el resto del programa. NEC se manejaba exclusivamente con línea de comando y no contaba con software que utilizara interfaz gráfica de usuario (GUI) similar a Windows 3.1 / Windows 95 de Microsoft, cuya versión en idioma japones ya existía en computadoras IBM. 
La decisión de NEC de trabajar conjuntamente con Microsoft para ofrecer una versión de Windows 95 compatible con PC-98 supuso el primer paso hacia la caída de la plataforma PC-98, ya que los usuarios no estaban obligados a adquirir un sistema construido por NEC para poder ejecutar software diseñado para Windows.
FreeBSD/pc98 corre en PC-9801s equipados con un procesador Intel 80386 o compatible.

### Plataforma de Videojuegos
La PC9801 tuvo miles de videojuegos diseñados para ella, muchos de los cuales hicieron uso creativo de las limitaciones del sistema (que fue diseñado originalmente como una máquina de negocios) con gran éxito comercial. A pesar de tener las especificaciones de hardware muy inferiores a las computadoras personales FM Towns de Fujitsu y Sharp X68000, el masivo parque existente de ordenadores PC-98 y el constante flujo de juegos (en particular "Dōjin" de Simuladores de Citas y videojuegos de rol, así como la serie Brandish o los primeros títulos de franquicias como Ys o Touhou Project) hicieron que el "Kyuu-Hachi" ("nueve-ocho "en japonés) se mantuviese como la plataforma preferida para los desarrolladores de juegos de PC en Japón hasta el surgimiento de los clones DOS/V.
Los Emuladores populares para la PC9801 incluyen T98-NEXT, Nekoproject II (NP2), y ANEX86.

## Decadencia
NEC mantuvo gran parte de su hardware y plataforma propietaria o bajo licencia, así que aunque tuvo un virtual monopolio en el mercado japonés, más tarde los clones de IBM PC con DOS/V y Windows de empresas como Hitachi y Panasonic que no requerían el pago de dicha licencia (como los clones 98 de Epson) inundaron el mercado y desplazaron a NEC. La tecnología patentada que era la fuerza de NEC se había convertido en su debilidad ya que sus competidores podían utilizar la tecnología disponible para construir clones del IBM PC más baratos en un momento en que NEC estaba cobrando precios mucho más elevados para sus computadoras PC-98.
A pesar de que es una computadora de tercera generación, desde su comercialización e introducción de la computadora al mercado, con 18 años de soporte a la computadora NEC PC-9801 por parte del fabricante, lo convierte en la computadora de mayor duración en producción, frente a los 14 de la placa arcade Neo-Geo y a los 12 de la consola PlayStation 2.